# Tour Granite
Tour Granite ist der Name eines Wolkenkratzers in der Bürostadt La Défense im Pariser Vorort Nanterre. Zusammen mit den beiden benachbarten Tours Chassagne et Alicante bildet sie das Gebäudeensemble Tours Société générale, welches der Unternehmenssitz der französischen Geschäftsbank Société Générale ist. Zum Zeitpunkt ihrer Errichtung, war der Wolkenkratzer, mit seinen 184 Metern, das vierthöchste Gebäude in La Défense. Das Hochhaus wurde von 2005 bis 2008 errichtet. Entworfen hat den Büroturm der Architekt Christian de Portzamparc. Die Tour Granite verfügt über 36 oberirdische und sieben unterirdische Etagen.
Der Büroturm ist mit der Métrostation La Défense und dem Bahnhof La Défense an den öffentlichen Nahverkehr im Großraum Paris angebunden.